# 倭岩英太郎
倭岩 英太郎（やまといわ えいたろう、1910年7月6日 - 1982年12月2日）は、福岡県福岡市出身で出羽海部屋に所属した大相撲力士。本名は中村 英太郎。身長176cm、体重120kg。

## 経歴
1926年1月場所、出羽海部屋から初土俵、1932年1月に十両昇進をはたした。ところが、場所前に勃発した春秋園事件のために協会を脱退、関西角力協会に所属する。関西協会では関脇まで昇進し、1937年の解散まで土俵をつとめた。解散後、再び出羽海部屋に戻り、1938年1月場所に幕下格で復帰、5月には再十両、1939年5月場所には新入幕をはたした。だがその場所高登との対戦で右ひざを負傷し途中休場、それが尾をひき、結局最高位は新入幕の場所の東前頭13枚目、幕内在位も6場所に終わり、1944年1月場所限りで廃業した。

## 主な成績
- 幕内成績 33勝45敗12休

## 場所別成績
| 1926年 （大正15年） | （前相撲）              | x                  | 新序 0–1           | x                  |
| 1927年 （昭和2年） | 東序ノ口19枚目 4–2      | 東序ノ口19枚目 0–1 | 西序二段41枚目 5–1 | 東序二段54枚目 –   |
| 1928年 （昭和3年） | 東三段目42枚目 4–2      | 東序二段35枚目 5–1 | 東三段目19枚目 4–2 | 東三段目19枚目 0–1 |
| 1929年 （昭和4年） | 東幕下31枚目 3–3        | 東幕下31枚目 4–2   | 東幕下15枚目 2–4   | 東幕下15枚目 4–2   |
| 1930年 （昭和5年） | 東幕下15枚目 5–1        | 東幕下15枚目 4–2   | 東幕下4枚目 2–4    | 東幕下4枚目 2–4    |
| 1931年 （昭和6年） | 西幕下13枚目 3–3        | 西幕下13枚目 4–2   | 西幕下5枚目 3–3    | 西幕下5枚目 5–1    |
| 1932年 （昭和7年） | 西十両8枚目 – 脱退      | x                  | x                  | x                  |
| 1933年 （昭和8年） | x                       | x                  | x                  | x                  |
| 1934年 （昭和9年） | x                       | x                  | x                  | x                  |
| 1935年 （昭和10年） | x                       | x                  | x                  | x                  |
| 1936年 （昭和11年） | x                       | x                  | x                  | x                  |
| 1937年 （昭和12年） | x                       | x                  | x                  | x                  |
| 1938年 （昭和13年） | 幕下付出8枚目 10–3      | x                  | 西十両10枚目 10–3  | x                  |
| 1939年 （昭和14年） | 東十両2枚目 9–4         | x                  | 東前頭13枚目 3–8–4 | x                  |
| 1940年 （昭和15年） | 西前頭20枚目 6–7–2      | x                  | 東十両4枚目 9–6    | x                  |
| 1941年 （昭和16年） | 東前頭18枚目 8–7        | x                  | 東前頭18枚目 8–7   | x                  |
| 1942年 （昭和17年） | 西前頭14枚目 6–9        | x                  | 西前頭19枚目 2–7–6 | x                  |
| 1943年 （昭和18年） | 西十両8枚目 7–8         | x                  | 西十両11枚目 7–4–4 | x                  |
| 1944年 （昭和19年） | 東十両7枚目 引退 5–10–0 | x                  | x                  | x                  |
| 各欄の数字は、「勝ち-負け-休場」を示す。 優勝 引退 休場 十両 幕下 三賞：敢=敢闘賞、殊=殊勲賞、技=技能賞 その他：★=金星 番付階級：幕内 - 十両 - 幕下 - 三段目 - 序二段 - 序ノ口 幕内序列：横綱 - 大関 - 関脇 - 小結 - 前頭（「#数字」は各位内の序列） |                         |                    |                    |                    |

### 幕内対戦成績
| 力士名   | 勝数 | 負数 | 力士名   | 勝数 | 負数 | 力士名 | 勝数 | 負数 | 力士名 | 勝数 | 負数 |
| -------- | ---- | ---- | -------- | ---- | ---- | ------ | ---- | ---- | ------ | ---- | ---- |
| 青葉山   | 3    | 2    | 旭川     | 1    | 0    | 大熊   | 0    | 1    | 大潮   | 1    | 0    |
| 小戸ヶ岩 | 1    | 2    | 桂川     | 2    | 1    | 金湊   | 0    | 2    | 清美川 | 1    | 1    |
| 九ヶ錦   | 1    | 2    | 源氏山   | 0    | 1    | 小嶋川 | 1    | 1    | 小松山 | 2    | 0    |
| 佐賀ノ花 | 1    | 1    | 佐渡ヶ嶋 | 2    | 0    | 鯱ノ里 | 2    | 1    | 高登   | 0    | 1    |
| 楯甲     | 0    | 2    | 鶴ヶ嶺   | 1    | 4    | 照國   | 0    | 1    | 輝昇   | 0    | 1    |
| 冨ノ山   | 0    | 1    | 巴潟     | 1    | 1(1) | 錦谷   | 1    | 0    | 幡瀬川 | 2    | 0    |
| 盤石     | 0    | 1    | 番神山   | 1    | 0    | 備州山 | 1    | 2    | 藤ノ川 | 0    | 1    |
| 冨士ヶ嶽 | 0    | 2    | 二瀬川   | 0    | 3    | 双見山 | 2    | 1    | 松浦潟 | 0    | 2(1) |
| 若潮     | 1    | 2    | 若瀬川   | 1    | 0    |        |      |      |        |      |      |